# Microphotina vitripennis
Microphotina vitripennis är en bönsyrseart som beskrevs av Henri Saussure 1872. Microphotina vitripennis ingår i släktet Microphotina och familjen Mantidae. Inga underarter finns listade i Catalogue of Life.